# Axel Svendsen
Axel Valdemar Svendsen (født 8. marts 1912 i København, død 10. august 1995 i København) var en dansk kajakroer, der blandt andet deltog i OL 1936 i Berlin.
Axel Svendsen stillede op i toerkajak, og ved OL 1936 roede han sammen med Verner Løvgreen. Parret stillede op på 1000 m og 10.000 m distancerne. I 1000 m blev der afholdt indledende runde, og her kvalificerede Svendsen og Løvgreen sig via en fjerdeplads i deres heat. I finalen blev parret sidst blandt de otte deltagere, men endte på en syvendeplads, da den svenske kajak blev diskvalificeret. I 10.000 m deltog 12 kajakker direkte i finalen, og Svendsen og Løvgreen blev nummer fire i dette felt.
Han var gift med kajakroeren Bodil Svendsen (født Thirstedt); begge stillede de op for Kastrup Kajak Klub.